# Tephrina hachia
Tephrina hachia là một loài bướm đêm trong họ Geometridae.